# Xã Folker, Quận Clark, Missouri
Xã Folker (tiếng Anh: Folker Township) là một xã thuộc quận Clark, tiểu bang Missouri, Hoa Kỳ. Năm 2010, dân số của xã này là 216 người.